# فانيفا إيما أندرياتسيما
فانيفا إما أندرياتسيما (بالفرنسية: Faneva Andriatsima) (مواليد 3 يونيو 1984 في أنتاناناريفو) لاعب كرة قدم مدغشقري يجيد اللعب في خط الهجوم و لعب سابقاً في نادي أبها السعودي ونادي الفيحاء ونادي الحمرية الإماراتي و منتخب مدغشقر .

## روابط خارجية
- فانيفا إيما أندرياتسيما على موقع الاتحاد الدولي (مؤرشف)  (الإنجليزية)
- فانيفا إيما أندرياتسيما على موقع قاعدة بيانات كرة القدم.إي يو (الإنجليزية)
- فانيفا إيما أندرياتسيما على موقع ليكيب (الفرنسية)
- فانيفا إيما أندرياتسيما على موقع ناشيونال فوتبول تيمز (الإنجليزية)
- فانيفا إيما أندرياتسيما على موقع Soccerway.com (الإنجليزية)